# Marija Muchortowa
Marija Władimirowna Muchortowa, ros. Мария Владимировна Мухортова (ur. 20 listopada 1985 w Petersburgu) – rosyjska łyżwiarka figurowa startująca w parach sportowych. Uczestniczka igrzysk olimpijskich (2010), medalistka mistrzostw Europy, mistrzyni świata juniorów (2005), zwyciężczyni finału Junior Grand Prix (2004) oraz mistrzyni Rosji (2007).

## Osiągnięcia

### Z Blanchardem
| Mistrzostwa Rosji | 7 |

### Z Trańkowem
| Zawody                                | 03–04          | 04–05          | 05–06          | 06–07          | 07–08          | 08–09          | 09–10          |                |                |                |                |                |                |                |                |                |                |
| Międzynarodowe                        | Międzynarodowe | Międzynarodowe | Międzynarodowe | Międzynarodowe | Międzynarodowe | Międzynarodowe | Międzynarodowe | Międzynarodowe | Międzynarodowe | Międzynarodowe | Międzynarodowe | Międzynarodowe | Międzynarodowe | Międzynarodowe | Międzynarodowe | Międzynarodowe | Międzynarodowe |
| ------------------------------------- | -------------- | -------------- | -------------- | -------------- | -------------- | -------------- | -------------- | -------------- | -------------- | -------------- | -------------- | -------------- | -------------- | -------------- | -------------- | -------------- | -------------- |
| Igrzyska olimpijskie                  |                |                |                |                |                |                | 7              |                |                |                |                |                |                |                |                |                |                |
| Mistrzostwa świata                    |                |                | 12             | 11             | 7              | 5              | 4              |                |                |                |                |                |                |                |                |                |                |
| Mistrzostwa Europy                    |                |                |                |                | 2              | 3              | 3              |                |                |                |                |                |                |                |                |                |                |
| GP Finał Grand Prix                   |                |                |                |                |                | 6              | 4              |                |                |                |                |                |                |                |                |                |                |
| GP Cup of Russia                      |                | 6              | 4              | 7              | 4              |                |                |                |                |                |                |                |                |                |                |                |                |
| GP Skate America                      |                |                |                | 5              |                | 3              |                |                |                |                |                |                |                |                |                |                |                |
| GP Skate Canada International         |                |                | 7              |                |                |                | 2              |                |                |                |                |                |                |                |                |                |                |
| GP Trophée Éric Bompard               |                |                |                |                | 3              | 2              | 1              |                |                |                |                |                |                |                |                |                |                |
| Nebelhorn Trophy                      |                |                |                |                |                | 2              |                |                |                |                |                |                |                |                |                |                |                |
| Finlandia Trophy                      |                |                |                |                | 1              |                |                |                |                |                |                |                |                |                |                |                |                |
| Uniwersjada                           |                | 3              |                |                |                |                |                |                |                |                |                |                |                |                |                |                |                |
| Międzynarodowe: Kategorie młodzieżowe |                |                |                |                |                |                |                |                |                |                |                |                |                |                |                |                |                |
| Mistrzostwa świata juniorów           | 3              | 1              |                |                |                |                |                |                |                |                |                |                |                |                |                |                |                |
| JGP Finał                             | 3              | 1              |                |                |                |                |                |                |                |                |                |                |                |                |                |                |                |
| JGP w Chinach                         |                | 1              |                |                |                |                |                |                |                |                |                |                |                |                |                |                |                |
| JGP w Czechach                        | 1              |                |                |                |                |                |                |                |                |                |                |                |                |                |                |                |                |
| JGP w Niemczech                       |                | 1              |                |                |                |                |                |                |                |                |                |                |                |                |                |                |                |
| JGP w Polsce                          | 1              |                |                |                |                |                |                |                |                |                |                |                |                |                |                |                |                |
| Krajowe                               |                |                |                |                |                |                |                |                |                |                |                |                |                |                |                |                |                |
| Mistrzostwa Rosji                     | 1 J            | WD             | 3              | 1              | 2              | 2              | 2              |                |                |                |                |                |                |                |                |                |                |